# ألستان (استر أباد)
ألستان (بالفارسية: الستان) هي قرية تقع في إيران في قسم استر أباد الریفي. يقدر عدد سكانها بـ 116 نسمة بحسب إحصاء 2016.